# Бики, Алессандро
Алессандро Бики (итал. Alessandro Bichi; 30 сентября 1596, Сиена, Великое герцогство Тосканское — 25 мая 1657, Рим, Папская область) — итальянский куриальный кардинал и папский дипломат. Епископ Изолы с 5 мая 1628 по 9 сентября 1630. Апостольский нунций в Неаполе с 29 мая 1628 по 8 июня 1630. Епископ Карпантры с 9 сентября 1630 по 25 мая 1657. Апостольский нунций во Франции с 20 сентября 1630 по 26 марта 1634. Кардинал-священник с 28 ноября 1633, с титулом церкви Санта-Сабина с 7 декабря 1637 по 25 мая 1657.